# Ciço
Jefferson Rodrigues de Brito, meglio noto come Ciço (Florianópolis, 16 ottobre 1981), è un ex giocatore di calcio a 5 brasiliano, campione del mondo con la nazionale brasiliana nel 2008.

## Carriera
Ciço ha giocato più di 120 partite e realizzato oltre 50 reti con la nazionale maschile di calcio a 5 del Brasile. Con il Brasile ha vinto una Coppa del Mondo (2008) nonché l'unica edizione disputata dei giochi panamericani (2007). Un infortunio al polpaccio gli ha precluso la partecipazione alla FIFA Futsal World Cup 2012 a pochi giorni dall'inizio del torneo: al suo posto è stato convocato d'urgenza Rafael Rato.

## Palmarès

### Club

#### Competizioni nazionali
- Supercoppa del Portogallo: 1
Benfica: 2003
- Coppa di Spagna: 3
Santiago: 2005-06
ElPozo Murcia: 2007-08, 2009-10
- Campionato spagnolo: 2
ElPozo Murcia: 2008-09, 2009-10
- Supercoppa di Spagna: 1
ElPozo Murcia: 2009
- Campionato brasiliano: 2
Intelli: 2012, 2013

#### Competizioni internazionali
- Coppa Libertadores: 1
Intelli: 2013
- Coppa Intercontinentale: 1
Inter: 2011

### Nazionale
- Giochi panamericani: 1 
Rio de Janeiro 2007
- Campionato mondiale: 1
Brasile 2008